# Fairey Seafox
De Fairey Seafox (Zeevos) was een verkenningswatervliegtuig van de Britse Fleet Air Arm (marineluchtmacht), ontworpen om met een katapult gelanceerd te worden vanaf lichte kruisers en andere schepen, dat diende in de Tweede Wereldoorlog. In de loop van de oorlog dienden ze alleen als verbindings- en verkenningswatervliegtuig. In tegenstelling met andere verkenningswatervliegtuigen van dit type had de Seafox een dichte koepeloverkapping voor de boordschutter, die achter de piloot zat. Hijzelf zat in een open cockpit.

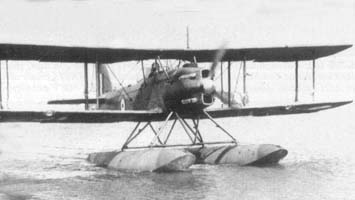
Fairey Seafox

## Ontwerp en ontwikkeling
De Fairey Seafox werd gebouwd volgens specificatie S.11/32, waarin door het Air Ministry de eisen waren geformuleerd waaraan een tweepersoons verkenningswatervliegtuig moest voldoen. Het prototype verscheen voor het eerst in 1936 en de eerste productieversie werd besteld voor kruisers en andere schepen in 1938. De vluchten werden georganiseerd als 700 Naval Air Squadron van de Britse Marineluchtmacht. De vliegtuigromp bestond uit zijn geheel uit metaal en bevatte een tweedelige constructie. De vleugels waren bedekt over de houten geraamteconstructie met metaal, als toonaangevend voorbeeld, maar op een andere manier samengesteld. De Fairley Seafox-watervliegtuigen werden aangedreven met een 16 cilinder van 395 pk (295 kW) luchtgekoelde Napier-Rapier-motor. Ze bereikte een snelheid van 106 mph (171 km/h) en had maar een bereikbare reikwijdte van 440 mijl (708 km). Snel was dit verkenningswatervliegtuig zeker niet. Aanvallen met dit vliegtuig was eigenlijk een riskante onderneming. Daarom werd het in de loop van de oorlog uitsluitend gebruikt voor verkenningsvluchten.
Een en andere opmerkingen van de Seafox was, ofschoon het watervliegtuig handelbaar was, was ze wel wat ondermaats vermogend. De motorluchtkoeling was pover en de landingssnelheid werd hoger geschat dan verwacht. Ze werd vanaf een schip weggekatapulteerd waar ze daarna op het water kon landen en vandaar weer opstijgen. Ze kon niet op het land neerstrijken. Dit Britse type watervliegtuig had twee evenwijdige vleugelspanwijdtes en twee langwerpige, bijna bijeenstaande drijfvlotters, bevestigt onder de romp. Dit toestel had geen ondervleugelde drijfvlotters.

## Operationele geschiedenis
In 1939 nam de Fairley Seafox daadwerkelijk deel aan de aanval op het Duitse vestzakslagschip Admiral Graf Spee door eerst een verkenningsvlucht en daarna speldenprikaanvallen, tegen de Duitse scheepsartillerie van de Admiral Graf Spee, die de Atlantische Oceaan onveilig maakte voor de Britse koopvaardijvloot, die tussen Europa, West-Afrika en Zuid-Amerika voerden. Verscheidene vrachtschepen werden gepraaid, de bemanning gevangengenomen en hun schip tot zinken gebracht door het Duitse scheepsgeschut. Nadien werd de Britse bemanning overgedragen aan het Duitse olietank- en bevoorradingsschip Altmark. Dit leidde tot Britse aanvallen door Royal Navy-eenheden, die de Admiral Graf Spee in het nauw dreven in de haven van Montevideo in Uruguay. Uiteindelijk liep het uit tot de zelfvernietiging van het vestzakslagschip in de Zeeslag bij de Río de la Plata.

## Operatief
- Groot-Brittannië - Luchtmachteenheden
- 700 - 702 - 703 - 713 - 714 - 716 - 718 - 754 - 764 - 765 en 773 Naval Air Squadron

## Specifieke eigenschappen

### Algemene kenmerken
- Type: Scheeps-verkenningswatervliegtuig
- Fabrikant: Fairey Aviation
- Eerste vlucht 27 mei 1936
- In dienst gesteld: 1938
- Eerste gebruiker: Fleet Air Arm
- Aantal gebouwd: 66 stuks
- Bemanning: 2 man (piloot en boordschutter)
- Lengte: 10 m
- Vleugelwijdte: 12,20 m
- Hoogte: 3,70 m
- Vleugeloppervlakte: 40,30 m²
- Leeg gewicht: 1.725 kg
- Beladen gewicht: 2.450 kg
- Vermogen: 1 x Napier Rapier VI zuigermotor, 380 pk (280 kW) of 16 cil. 395 pk (295 kW)

### Prestaties
- Maximumsnelheid: 200 km/h
- Kruissnelheid: 171 km/h
- Reikwijdte: 710 km (440 mijl)
- Diensthoogtebereik: 3.350 m
- Stijgsnelheid: 128 m/min
- Bewapening: 1 × 7,7mm-mitrailleur achteraan geplaatst

## Vergelijkbare vliegtuigen
- Curtiss SOC Seagull
- Mitsubishi F1M
- Kawanishi E7K